# LOVBマディソン
LOVBマディソン（LOVB Madison）は、アメリカ合衆国ウィスコンシン州マディソンを本拠地とする女子バレーボールチームである。リーグ・ワン・バレーボール（LOVB）所属。

## 歴史
2021年、LOVBはアメリカ合衆国に女子のプロバレーボールリーグを創設すること発表した。2023年4月、LOVB4番目のチームがマディソンに本拠地とすることが発表され、ローレン・カーリニが創設アスリートとなった。
2025年1月10日、開幕戦でLOVBオースティンと対戦し0-3で敗れ、黒星スタートとなった。レギュラーラウンド16試合で8勝8敗の成績で全体3位となったが、クォーターファイナルでLOVBオマハに1-3で敗れ5位タイでリーグを終えた。

## 選手・スタッフ(2025)
2025年05月31日現在

### 選手
| 背番号 | 名前                       | 生年月日(年齢)         | Pos | 身長 | 出身校                           | 国籍           |
| ------ | -------------------------- | ---------------------- | --- | ---- | -------------------------------- | -------------- |
| 1      | ダリ・サンタナ             | 1995年2月19日（30歳）  | OH  | 1.85 | ミネソタ大学ツインシティー校     | プエルトリコ   |
| 2      | アンナ・ホール             | 1999年7月8日（25歳）   | MB  | 1.87 | ルイビル大学                     | アメリカ合衆国 |
| 3      | マリナ・ヘイデン           | 1998年6月29日（26歳）  | OH  | 1.83 | ネバダ大学ラスベガス校           | アメリカ合衆国 |
| 4      | ミリツァ・メドヴェド       | 2002年1月16日（23歳）  | L   | 1.80 |                                  | セルビア       |
| 5      | 王思敏                     | 1997年12月13日（27歳） | L   | 1.64 |                                  | 中国           |
| 6      | ジェニファー・ヤニスカ     | 1994年4月5日（31歳）   | OH  | 1.84 |                                  | ドイツ         |
| 7      | ローレン・カーリニ         | 1995年2月28日（30歳）  | S   | 1.86 | ウィスコンシン大学マディソン校   | アメリカ合衆国 |
| 8      | クレア・フェリックス       | 1995年1月27日（30歳）  | MB  | 1.96 | カリフォルニア大学ロサンゼルス校 | アメリカ合衆国 |
| 9      | クレア・ショセ             | 2000年5月15日（25歳）  | OH  | 1.83 | ルイビル大学                     | アメリカ合衆国 |
| 10     | テイラー・サンドボーテ     | 1994年12月15日（30歳） | MB  | 1.88 | オハイオ州立大学                 | アメリカ合衆国 |
| 11     | アニー・ドルーズ           | 1993年12月25日（31歳） | OP  | 1.91 | パデュー大学                     | アメリカ合衆国 |
| 12     | テミ・トーマス・アイララ   | 2000年12月4日（24歳）  | OH  | 1.88 | ノースウェスタン大学             | アメリカ合衆国 |
| 13     | サラ・フランクリン         | 2002年2月27日（23歳）  | OH  | 1.93 | ウィスコンシン大学マディソン校   | アメリカ合衆国 |
| 14     | ダニツァ・マルコビッチ     | 1992年10月9日（32歳）  | S   | 1.85 |                                  | セルビア       |
| 15     | ペイジ・リーガー           | 2001年6月15日（23歳）  | MB  | 1.98 | チャールストン・サザン大学       | アメリカ合衆国 |
| 27     | アナ・ベアトリス・コレーア | 1992年2月7日（33歳）   | MB  | 1.88 |                                  | ブラジル       |

### スタッフ
| 役職               | 名前                     |
| ------------------ | ------------------------ |
| ヘッドコーチ       | マット・ファーブリンガー |
| アシスタントコーチ | Giuliano Ribas           |